# Внизу много места
«Внизу много места: приглашение войти в новую область физики» («There's Plenty of Room at the Bottom: An Invitation to Enter a New Field of Physics») — лекция, прочитанная физиком Ричардом Фейнманом на ежегодной встрече Американского физического общества в Калифорнийском технологическом институте 29 декабря 1959 года. Фейнман рассматривал возможность прямого манипулирования отдельными атомами как более мощную форму синтетической химии, чем те, которые использовались в то время. Хотя версии доклада были перепечатаны в нескольких популярных журналах, они остались в значительной степени незамеченными и не послужили стимулом для развития концептуальных основ этой области. Начиная с 1980-х годов защитники нанотехнологий цитировали его, чтобы обосновать научную достоверность своих работ.

## Концепция
Фейнман рассмотрел некоторые последствия общей способности манипулировать веществом в атомном масштабе. Его особенно интересовали возможности создания более плотных компьютерных схем и микроскопов, которые могли бы видеть вещи намного меньшие, чем это возможно с помощью сканирующих электронных микроскопов. Позднее эти идеи были реализованы с помощью сканирующего туннельного микроскопа, атомно-силового микроскопа и других примеров систем сканирующей зондовой микроскопии и хранения, таких как Millipede, созданных исследователями из IBM.
Фейнман также предположил, что в принципе возможно создать наноразмерные машины, которые «упорядочивают атомы так, как мы хотим», и осуществляем химический синтез с помощью механических манипуляций.
Он также представил идею «проглотить доктора» («swallowing the doctor»), идею, которую он приписал в эссе своему другу и аспиранту Альберту Хиббсу . Эта концепция заключалась в создании крошечного проглатываемого хирургического робота.
В качестве мыслительного эксперимента он предложил разработать набор манипуляторов размером в одну четверть руки, подчиненных рукам оператора, для создания станков в одну четверть, аналогичных тем, которые можно найти в любом механическом цехе. Этот набор небольших инструментов затем будет использоваться небольшими руками для создания и работы с десятью наборами рук и инструментов масштаба одной шестнадцатой и т. Д., Кульминацией которых может стать миллиард крошечных фабрик для выполнения массово-параллельных операций. Он использует аналогию с пантографом как способ уменьшения предметов. Эта идея была частично предвосхищена, вплоть до микромасштабных, писателем-фантастом Робертом А. Хайнлайном в его рассказе «Уолдо» 1942 года.
По мере того как размеры становятся меньше, приходится менять конструкцию инструментов, потому что относительная величина различных сил меняется. Гравитация потеряет прежнее значение, а силы Ван-дер-Ваальса, такие как поверхностное натяжение, — станут более важными. Фейнман упомянул эти проблемы масштабирования во время своего выступления. Никто еще не пытался осуществить этот мысленный эксперимент, однако некоторые типы биологических ферментов и ферментных комплексов (особенно рибосом) функционируют химически примерно так, как это видел Фейнман. Фейнман также упомянул в своей лекции, что в конечном итоге может быть лучше использовать стекло или пластик, потому что их большая однородность позволит избежать проблем в очень небольших масштабах (металлы и кристаллы разделены на области, где преобладает структура решетки). Это может быть хорошей причиной для изготовления машин и электроники из стекла и пластика. В настоящее время существуют электронные компоненты, изготовленные из обоих материалов. Имеются оптоволоконные кабели, которые усиливают световые импульсы через равные промежутки времени, используя стекло, легированное редкоземельным элементом эрбием. Легированное стекло врезается в волокно и накачивается лазером, работающим на другой частоте. Существуют полевые транзисторы изготовленные из политиофена (полимера, созданного группой Алана Хигера), который становится электрическим проводником при окислении. К 2016 году по подвижности электронов пластик отставал от кремния всего в 20 раз.

## Проблемы
На встрече Фейнман завершил свой разговор двумя проблемами и предложил приз в размере 1000 долларов первому, кто их решит. Первая задача заключалась в создании крошечного двигателя (наномотора), который, к удивлению Фейнмана, был изготовлен к ноябрю 1960 года выпускником Калтеха Уильямом Маклелланом, дотошным мастером, который использовал традиционные инструменты. Мотор отвечал всем условиям Фейнмана, но не использовал предполагаемых новых технологий. Вторая проблема заключалась в возможности сделать литеры настолько малыми, чтобы можно было напечатать всю Британскую энциклопедию на головке булавки, что соответствует линейному масштабу 1:25 000. В 1985 году Том Ньюман, аспирант Стэнфорда, успешно уменьшил первый абзац «Повести о двух городах» в 25 000 раз и получил второй приз Фейнмана. Научный руководитель Ньюмана, Р. Фабиан Пиз, был знаком с лекцией Фейнмана, прочитав её в 1966 году; однако инициатором участия в испытании стал ещё один аспирант в лаборатории, Кен Поласко, который прочитал её совсем недавно. Ньюман искал произвольный образец текста для демонстрации своей технологии. Выбор пал на «Повесть о двух городах», поскольку, по словам Ньюмана, «текст был идеальным, потому что имел так много разных форм».

## Реакция
Журнал The New Scientist писал, что «научная аудитория была очарована». Фейнман «раскрутил эту идею из головы» без «заранее подготовленных тезисов», поэтому в первое время не было печатного текста лекции. «Дальновидный поклонник» принес с собой магнитофон, и отредактированная стенограмма, без шуток Фейнмана, была подготовлена к публикации Калтехом. В феврале 1960 года журнал Калтеха «Engineering and Science» опубликовал эту речь. В дополнение к выдержкам из The New Scientist были напечатаны версии в The Saturday Review и Popular Science. Вскоре газеты объявили о победе в первом конкурсе. Лекция была включена в качестве последней главы в книгу 1961 года «Миниатюризация».

## Влияние
Эрик Дрекслер позже взял концепцию Фейнмана о миллиарде крошечных фабрик и добавил в своей книге «Двигатели творчества: грядущая эра нанотехнологии», что они могли бы производить копии самих себя с помощью компьютерного управления, без контроля со стороны человека-оператора.
После смерти Фейнмана ученые, изучающие историческое развитие нанотехнологий, пришли к выводу, что его роль в катализе исследований в области нанотехнологий не была по достоинству оценена многими людьми, занятыми в этой зарождающейся области в 1980-х и 1990-х годах. Крис Туми (Chris Toumey), специалист по культурной антропологии из Университета Южной Каролины, воссоздал историю публикации и переиздания речи Фейнмана, а также список цитирований лекции  в научной литературе.
В статье Туми 2008 года «Фейнмановские чтения по нанотехнологии» (Reading Feynman into Nanotechnology) он обнаружил 11 версий публикации «Множества места», а также два примера тесно связанной речи Фейнмана «Infinitesimal Machinery», которую сам Фейнман называл «Много места, возвращение к теме» («Plenty of Room, Revisited», опубликовано под названием «Infinitesimal Machinery»). Также в ссылках Туми есть видеозаписи этого второго выступления. Журнал Nature Nanotechnology посвятил этой теме номер в 2009 году.
Туми обнаружил, что речи Фейнмана оказали незначительное влияние в течение двадцати лет после первой публикации, если оценивать влияние цитатами в научной литературе, и ненамного больше влияния в течение десятилетия после того, как в 1981 году был создан сканирующий туннельный микроскоп. Интерес к лекции в научной литературе значительно возрос в начале 1990-х годов. Вероятно, это связано с тем, что термин «нанотехнологии» привлек серьезное внимание после его использования Дрекслером в книге 1986 года «Двигатели творчества: грядущая эра нанотехнологий», в которой цитировался Фейнман, и в сопроводительной статье под заголовком «Нанотехнологии», опубликованный позднее в том же году в научно-популярном журнале Оmni. Журнал «Нанотехнологии» появился в 1989 году; знаменитый эксперимент Эйглера-Швейцера, по точной манипуляции атомами ксенона, был обнародован в Nature в апреле 1990 года; Science посвятил нанотехнологиями специальный выпуск в ноябре 1991 года.
Анализ Туми также включает в себя комментарии ученых в области нанотехнологий, которые утверждают, что лекция Фейнмана не повлияла на их ранние работы, и большинство из них ознакомились с лекцией позднее.
Положение Фейнмана как нобелевского лауреата и важной фигуры в науке 20-го века помогло сторонникам нанотехнологий и обеспечило важную интеллектуальную связь с прошлым. Более конкретно, его авторитет и концепция атомарно-точного изготовления сыграли роль в обеспечении финансирования исследований в области нанотехнологий, о чем свидетельствует речь президента Клинтона в январе 2000 года, призывающая к созданию федеральной программы:

Предлагаемый бюджет предусматривает поддержку «Национальной инициативы по нанотехнологии» в размере $500 млн. Калтех не является новичком в области нанотехнологий, позволяющих манипулировать материей на атомном и молекулярном уровнях. Более 40 лет назад сотрудник Калтеха Ричард Фейнман задался вопросом «Что случится, если мы сможем располагать атомы один за одним так, как нам это нужно?»
Оригинальный текст (англ.)My budget supports a major new National Nanotechnology Initiative, worth $500 million. Caltech is no stranger to the idea of nanotechnology  the ability to manipulate matter at the atomic and molecular level. Over 40 years ago, Caltech's own Richard Feynman asked, "What would happen if we could arrange the atoms one by one the way we want them?".

Версия Закона о научных исследованиях и разработках в области нанотехнологий, принятая Палатой представителей в мае 2003 года, предусматривала изучение технической осуществимости молекулярного производства. Эта программа была упразднена, чтобы гарантировать финансирование менее спорных исследований, однако затем принята Сенатом и подписана президентом Джорджем Бушем 3 декабря 2003 года.

## В художественной литературе
В коротком рассказе «Древо времени», опубликованном в 1964 году, Деймон Найт использует идею барьера, который должен быть построен атом за атомом («временной барьер»).

## Издания
- Feynman, Richard P. The Wonders That Await a Micro-Microscope // The Saturday Review. — 1960. — 2 апреля. — С. 45—47.
- Feynman, Richard P. How to Build an Automobile Smaller Than This Dot (англ.) // Popular Science : magazine. — New York, New York: Popular Science Publishing Co., Inc., 1960. — November. — P. 114—116, 230—232. A condensed version of the talk.
- Feynman, Richard P. There's Plenty of Room at the Bottom // Miniaturization (англ.) / Gilbert, Horace D.. — Reinhold, 1961. — P. 282—296.
- Feynman, R.P. There's plenty of room at the bottom (data storage) (англ.) // Journal of Microelectromechanical Systems : journal. — 1992. — 1 March (vol. 1, no. 1). — P. 60—66. — doi:10.1109/84.128057. A reprint of the talk.
- Feynman, R. Infinitesimal machinery // Journal of Microelectromechanical Systems. — 1993. — Т. 2, № 1. — С. 4—14. — doi:10.1109/84.232589. A sequel to his first talk.

## Внешние ссылки
- Feynman's classic 1959 talk: There's Plenty of Room at the Bottom
- There's Plenty of Room at the Bottom in February 1960 Engineering and Science Caltech Magazine